# 南區 (新潟市)
南區（日语：／ Minami ku */?）為日本新潟縣新潟市的行政区之一。誕生于2007年4月1日新潟市成為政令指定都市之際。范圍包括旧白根市、旧味方村、旧月潟村。区公所位于旧白根支所。面積100.54平方公里，總人口47,588人。

## 外部連結
- 新潟市*（页面存档备份，存于）